# Bar Kochba Frankfurt
Bar Kochba Frankfurt war ein jüdischer Sportverein in Frankfurt am Main.

## Geschichte

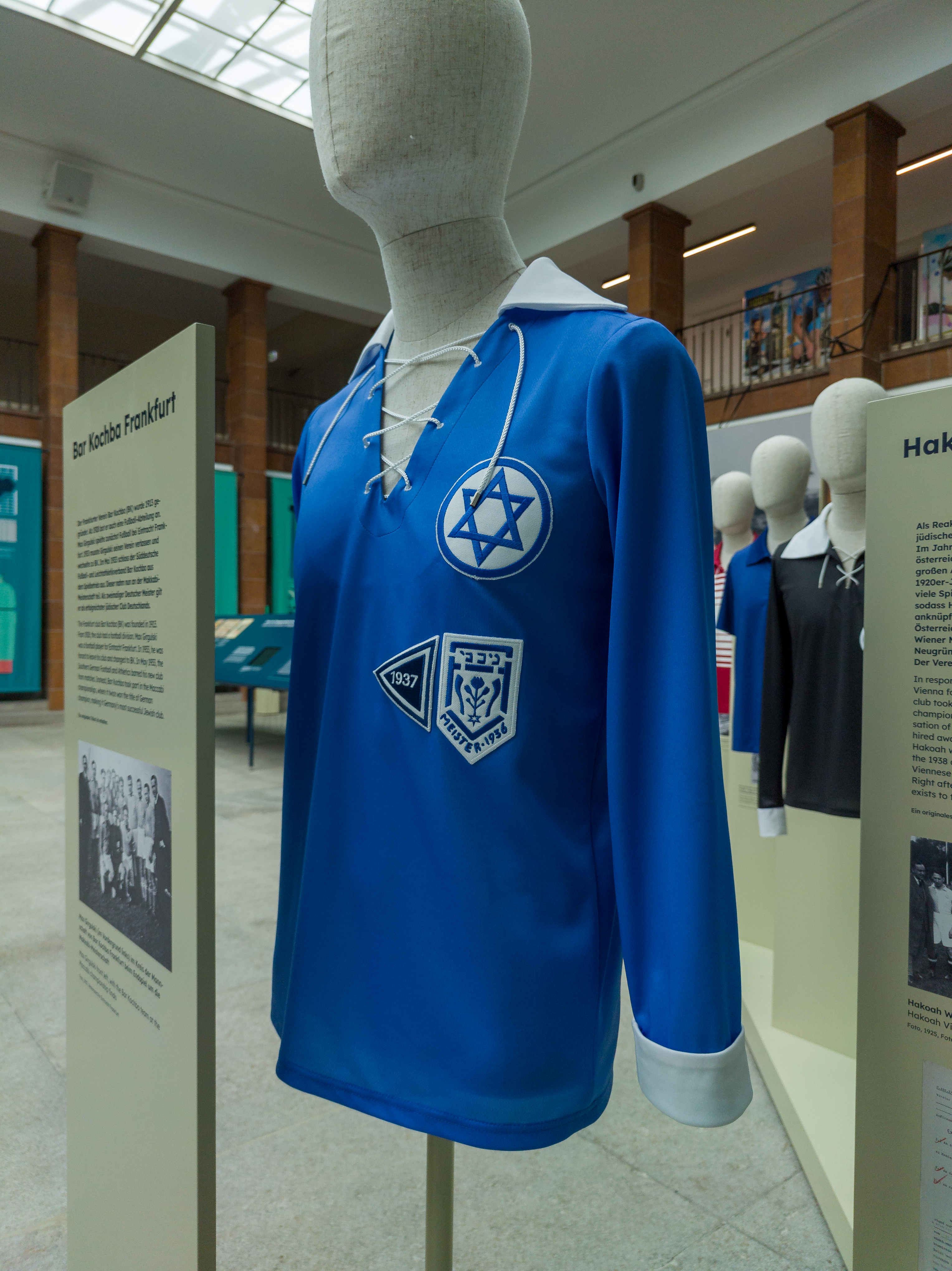
Replik eines Fußballtrikots von Bar Kochba aus den 30er Jahren im Haus des Deutschen Sports

Der Verein wurde im Frühjahr 1913 unter dem Namen Jüdischer Turnverein Frankfurt gegründet. Möglicherweise gingen die seit 1904 bestehende Turngruppe des Montefiore Vereins Frankfurt und die 1911 gegründete Makkabi-Turnabteilung der Zionistischen Jugendgruppe Frankfurt in dem Verein auf. Darauf deutet hin, dass beide Gruppen nach 1913 nicht mehr in schriftlichen Quellen zu fassen sind. Der Montefiore Verein tritt ab diesem Zeitpunkt im weiteren Sinn sportlich nur noch mit einer Wandergruppe in Erscheinung.
Der Jüdische Turnverein Frankfurt war seiner Satzung zufolge klar zionistisch ausgerichtet. 1919 umfasste der Verein rund 400 Mitglieder. Damit war er die größte jüdische Sportorganisation in Frankfurt, verglichen mit den allgemeinen Turn- und Sportvereinen aber sehr klein.
Nach dem Ersten Weltkrieg wurde im Jüdischen Turnverein Frankfurt, wie auch bei anderen Sportvereinen, verstärkt Fußball und Leichtathletik angeboten. Diese Ausweitung dürfte der Hintergrund der im Dezember 1921 erfolgten Umbenennung zu Jüdischer Turn- und Sportverein Bar Kochba Frankfurt gewesen sein. Bar Kochba ist der Name eines jüdischen Aufstandsführers der Antike gegen die römische Herrschaft. Spätestens 1926 schloss sich der Verein dem Süddeutschen Fußball- und Leichtathletik-Verband (SFLV) an. 1928 wurde eine eigene Fußballabteilung gegründet, die jedoch nicht an offiziellen Wettkämpfen teilnahm. Für die Handballer und Tischtennisspieler sind Teilnahmen an Verbandswettkämpfen nachgewiesen. So spielte der deutsche Tischtennis-Nationalspieler Albert Schimmel zeitweilig für Bar Kochba.
1929 hatte Bar Kochba 230 Mitglieder (180 männliche, 50 weibliche und davon 118 Jugendliche) und war damit etwas kleiner als der 1926 gegründete Jüdische Turnerbund mit 270 Mitgliedern.
Nach der nationalsozialistischen „Machtergreifung“ schloss der SFLV im Frühjahr 1933 Bar Kochba aus und verbot seinen Mitgliedsvereinen Wettkampf- und Freundschaftsspiele mit jüdischen Vereinen. Als Folge des Ausschlusses jüdischer Mitglieder aus anderen Sportvereinen wuchs Bar Kochba deutlich, ebenso wie andere jüdische Sportorganisationen. 1934 wurde eine Stärke von rund 1000 Mitgliedern erreicht.
1936 und 1937 gewann Bar Kochba Frankfurt die Fußballmeisterschaft des Deutschen Makkabi-Kreises.
Zum 25. Jahrestag der Gründung wurde 1938 angesichts der allgemeinen politischen Lage auf Jubiläumsfeierlichkeiten verzichtet. Letzte dokumentierte Aktivität des Vereins war am 5. November 1938 die Ausrichtung eines Fußball-Turniers für Schüler auf seinem Platz Sonderhausener Straße. Wenige Tage später endete nach der Reichspogromnacht der organisierte jüdische Sport in Deutschland bis nach 1945.